# 叡子內親王
叡子內親王，（保延元年十二月初四（1136年1月8日） - 久安4年十二月初八（1149年1月19日）），為平安時代後期的皇族，鳥羽天皇女四宮，生母美福門院藤原得子，養母高陽院藤原泰子。同母弟妹：暲子內親王、姝子內親王、近衛天皇。
叡子出生後即由皇后高陽院藤原泰子撫養，因而有高陽院宮或高陽院姬宮之稱，從這裡也看的出藤原泰子與藤原得子之間的感情良好。保延2年（1136年）內親王宣下，翌年獲賜准三宮，另加額外的1000封戶。久安4年（1148年）11月受戒，同年12月8日在高陽院逝世，享年14歳。